# 북궐도형

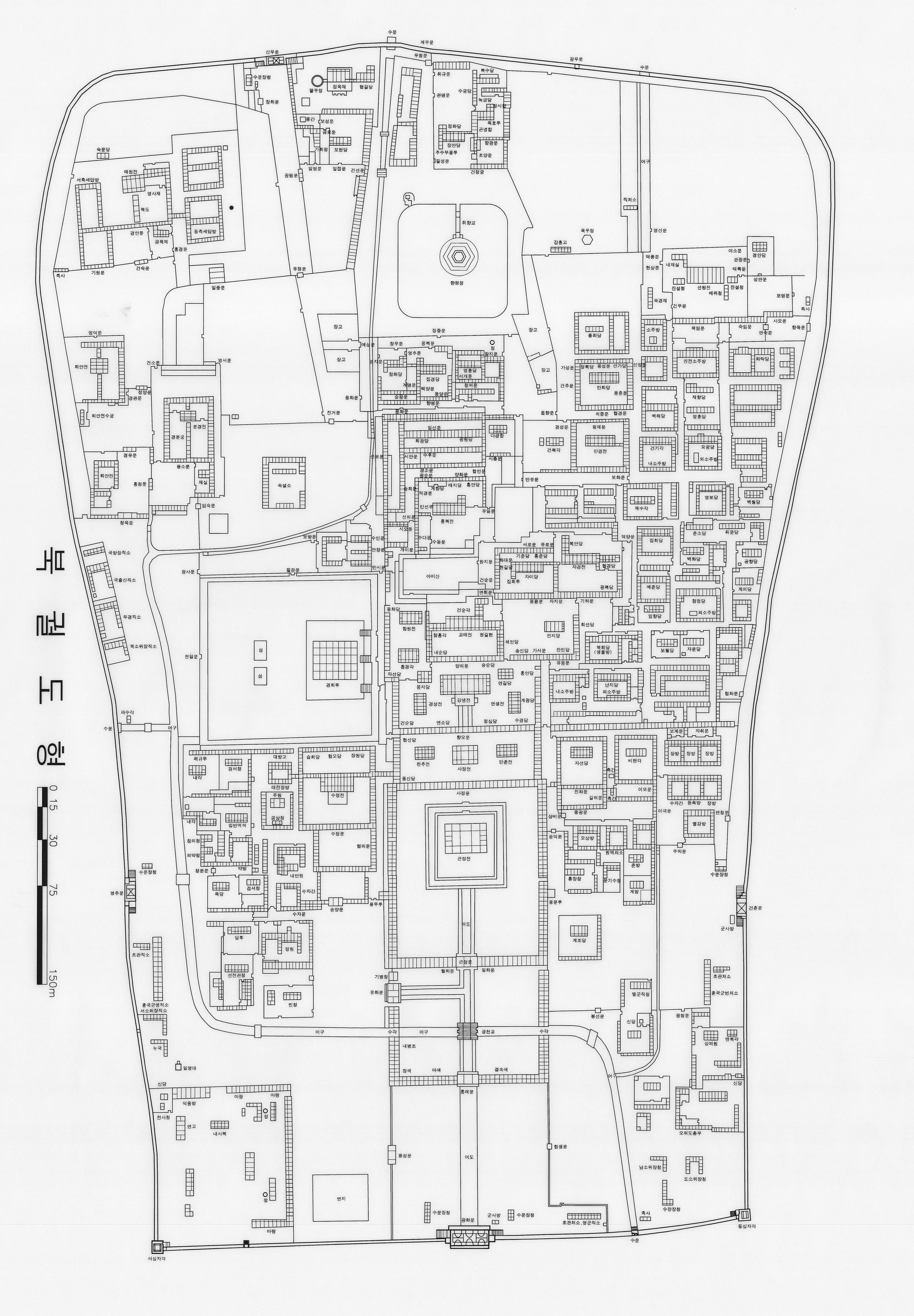
〈북궐도형〉에 그려진 경복궁의 모습

〈북궐도형〉(北闕圖形)은 경복궁北闕과 경복궁의 후원을 배치도 형식으로 표현한 일종의 도면이다. 현재 알려져 있는 〈북궐도형〉은 국립문화재연구소 소장본 이외에도 규장각 소장본이 있다. 1907년에 작성된 것으로 추정한다.

## 개요
〈북궐도형〉은 궁궐 영역을 그린 〈북궐도형〉과 경복궁 후원을 그린 〈북궐후원도형〉으로 구분할 수 있다. 〈북궐도형〉과 〈북궐후원도형〉은 따로 제작되어있긴 하지만 서로 연결하여 볼 수 있도록 연결되는 부분의 좌우로 각각‘북北’과‘궐闕’을 써넣어 표시하였다. 둘 다 미색을 띄는 한지 위에 붉은 잉크로 가늘게 방안을 구성하였는데, 방안은 10~11mm 정도의 간격으로 만들어져 있으며 〈북궐도형〉은 252칸×386칸, 〈북궐후원도형〉은 205칸×251칸이다. 이 방안 위에는 검은 잉크를 사용하여 각 건물의 평면을 단선으로 굵게 칸수에 맞추어 그렸으며, 건물의 앞에는 건물의 명칭을 기입하고 매 칸마다 방房, 청廳, 퇴退, 누樓, 주廚, 고庫, 허虛, 문門, 측厠 및 월랑月, 마랑馬, 복도, 창비唱備 등 실의 용도를 기입하였다. 이에 더하여 부가적으로 초익공 이상의 건물은 구조양식과 주간柱間을 병기하기도 하였다. 특히 문자가 기입된 방향이 건물의 정면을 암시하고 있어 같은 행랑채에 구성된 것들이 어느 쪽에서 사용된 것인지를 구분할 수 있게 표기하고 있다. 〈북궐도형〉의 축척을 추정하여 보면 행랑과 침전 등의 건물배치에서 대체적으로 8자(약 2.4m)의 크기를 갖는 1간間규격과 방안의 규격이 비슷하게 합치되는 모습을 볼 수 있다. 따라서 방안의 규격은 건물의 1간(間)을 의미하는 모듈로 설정된 것으로 생각된다. 또한 방안 1칸의 치수는 10~11mm로 종이를 배접하고 건조수축 등의 영향으로 수축된 것으로 본다면 대략 12mm 정도로 볼 수 있으며 방안 하나가 건물의 1간(間)을 의미하므로 대체로 1/200 축척의 그림으로 볼 수 있다. 〈북궐도형〉의 제작시기는 정확하게 알 수는 없으나 대략 1907년경에 작성된 것으로 추정하고 있다.

## 국립문화재연구소본
국립문화재연구소 소장본은 원래 문화공보부 소관 장서각에서 보관해오던 것으로, 1981년 문교부 산하 한국정신문화원(현 한국학중앙연구원)이 새롭게 도서관을 신축하고 장서각소장 자료를 관리이관 받을 때 문화재관리국의 소관으로 남았던 궁·능원관련 자료를 국립문화재연구소에서 인계 받아 자료실에 소장하여 온 것이다. 전체크기는 가로 2,840mm×세로 4,320mm 크기의 〈북궐도형〉과 가로 2,310mm×세로 2,820mm 크기의 〈북궐후원도형〉으로 구성되어 있으며 국립문화재연구소본은 두루마리 형태로 두 도형이 연결되어있다. 그러나 도형 내에 접혔던 자국이 있는 것으로 보아 원래 화첩으로 제작되어있던 것을 펼쳐 배접한 후 두루마리로 만든 것으로 여겨진다.

## 규장각본
규장각한국학연구원 소장본은 규장각에서 보관하던 것을 경성제국대학 도서관으로 이관할 때 같이 옮겨진 것으로 추정된다. 국립문화재연구소본과는 다르게 〈북궐도형〉과 〈북궐후원도형〉이 별개의 책으로 구성되어있다. 국립문화재연구소본의 필사본이다.

## 같이 보기
- 경복궁

- 〈동궐도〉
- 〈서궐도안〉